# Sarcòfag de Bak
El Sarcòfag de Bak és un sarcòfag de fusta policromada que va pertànyer a un home anomenat Bak. (Regne Nou 1539 aC.- 1077 aC.). Va ser donat al Museu Arqueològic Nacional d'Espanya on té el número d'inventari 15208, pel Pachá Bei Daninos el 1866, des del Museu Reial d'Alexandria.

## Descripció
Sarcòfag antropomorf tocat amb perruca tripartita. Està fet de fusta policromada, amb fons groc sobre el que s'han pintat la decoració i les inscripcions en negre. A la tapadora està dibuixada la deessa Isis amb les ales esteses que fa pas a una inscripció amb la fórmula d'ofrenes i el nom del difunt. Cinc línies d'inscripció perpendiculars a aquesta, separades entre si per figures de divinitats, esmenten els quatre fills d'Horus, Anubis, Nut, Geb i Shu. Als peus apareix novament la deessa Isis.

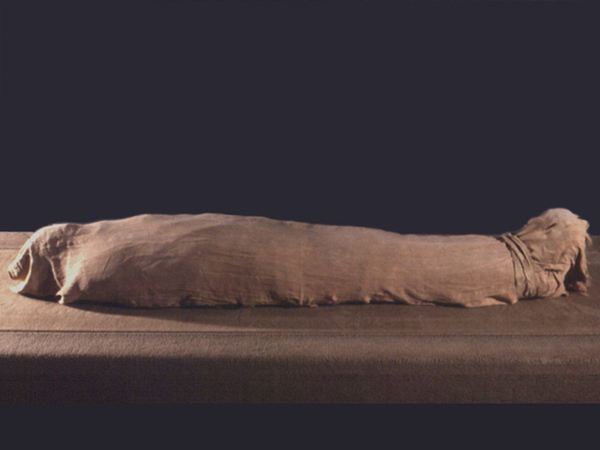
Mòmia

Està situat a la sala 35 del museu destinada al «Més enllà» i a la nova vida del difunt amb el seu retrobament amb Osiris. Al taüt les escenes estan extretes del Llibre dels Morts, també es conserva la mòmia amb quatre cartonatges policromats que cobrien el seu cos.

## Característiques
- Forma: Sarcòfag antropomorf masculí.
- Tècnica: Talla, pintura i inscripcons.
- Estil: Egipci.
- Material: Fusta policromada.
- Inscripcions: Text Funerari: L'Osiris Bak. Una línia d'inscripció vertical i cinc horitzontals. Conservació del text: complet